# Věněk Šilhán
Věněk Šilhán (12 februari 1927 - Praag, 9 mei 2009) was een Tsjechisch econoom en politicus.
Šilhán werd in april 1968 in Praag-Visocany door de toen hervormingsgezinde Communistische Partij van Tsjecho-Slowakije (KSČ) verkozen tot algemeen secrataris van de partij. Hij was de tijdelijke vervanger van partijleider Alexander Dubček, toen die door de Russen werd aangehouden na de inval van het Warschaupact in Tsjechoslowakije. Nadien werd Věněk Šilhán lid van de pro-democratische beweging Charta 77. Bij de start van de Fluwelen Revolutie eind 1989, was Šilhán mede-oprichter van Burgerforum en werd hij lid van de federale raad. In het begin van de jaren 1990 was hij rector van de economische universiteit van Praag.
- International Standard Name Identifier: 0000 0000 5962 3027
- Library of Congress Control Number: n88221984
- Nationale Bibliotheek van Tsjechië: jn20000402820
- Virtual International Authority File: 84021177
- WorldCat: E39PBJdgVKbGkkgyQV8hPGqqQq